# Lögberg

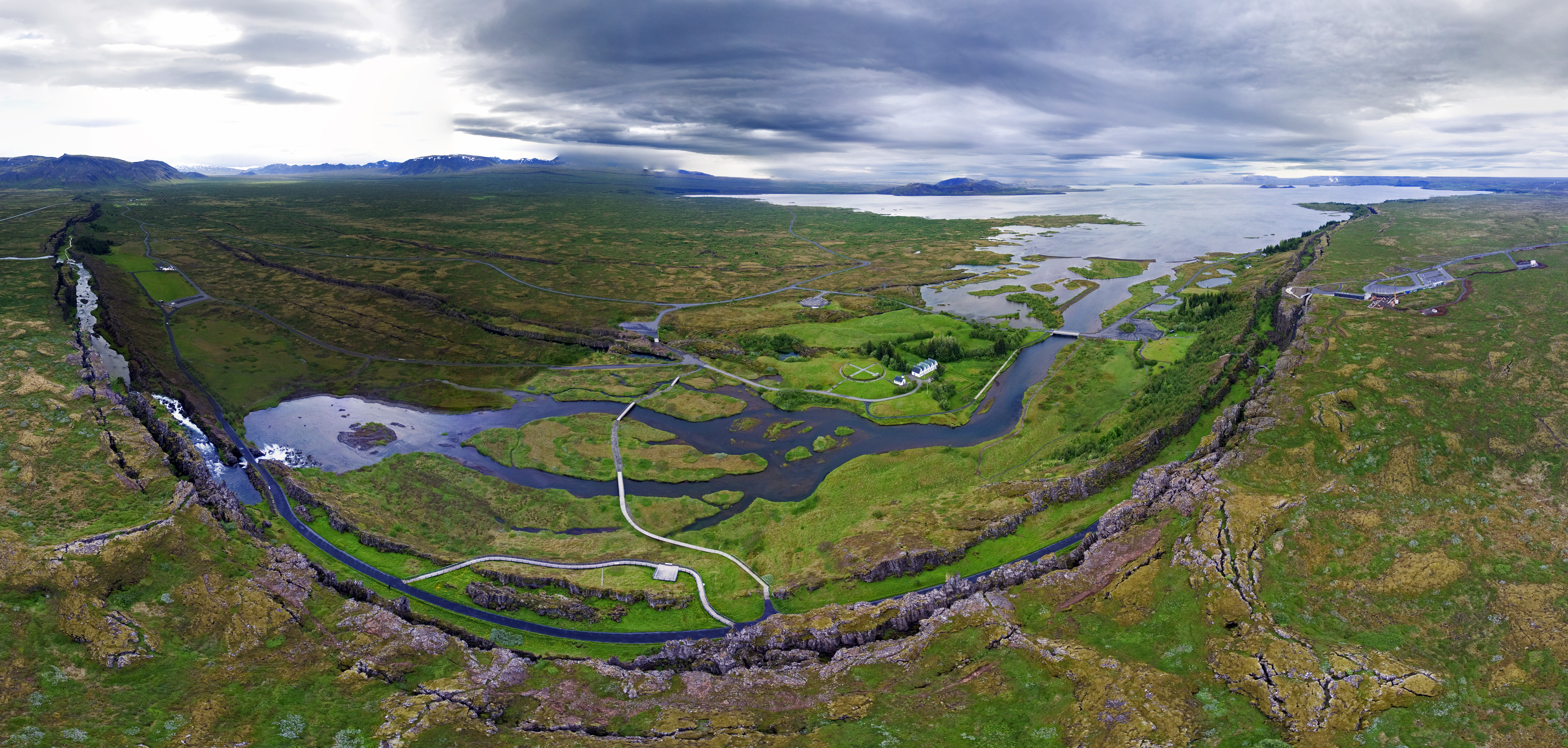
Panoramabild över Lögberg taget från luften, juni 2017.

Lögberg var en berghäll på sydvästra Island där landets parlament, Alltinget, bildades. Platsen ligger i Þingvellir nationalpark i ett område som var lättillgängligt från de befolkade områdena i sydväst.
Den exakta platsen för Lögberg är okänd på grund av den förändrade geografin i sprickdalen i över 1 000 år. Två möjliga platser har identifierats i Þingvellir, en platt avsats vid toppen av en backe som kallas för Hallurinn (som är markerad med en flagga), den andra vid en förkastning i Almannagjá vid en bergsvägg. En plats i ravinen Hestagjá har ansetts vara idealisk.
Lögberg var platsen där lagmannen (lögsögumaður) tog plats som ordförande av Alltinget. Tal och tillkännagivanden framfördes från platsen och den som deltog kunde framföra sina argument vid Lögberg. Sammankomsterna påbörjades och avslutades där.
Lögberg användes från bildandet av parlamentet år 930 till år 1262, när Island blev lojala till Norge.

## Bildgalleri

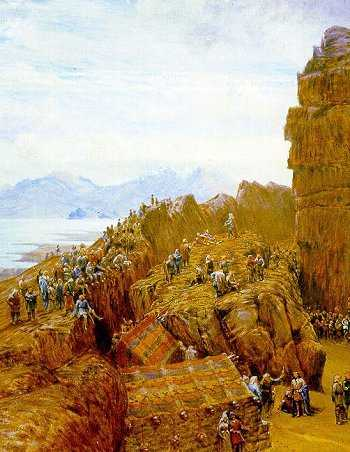
1800-talsmålning av hur det kunde ha sett ut när det begav sig i Lögberg.
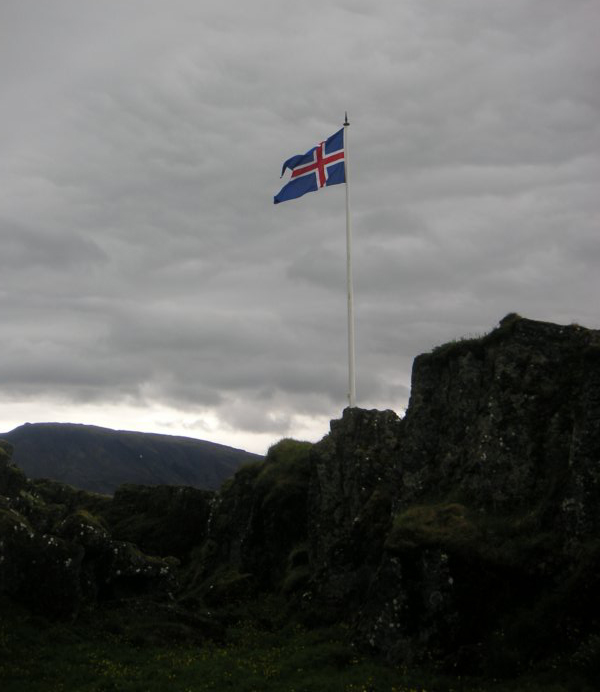
Lögberg i modern tid.